# Amici (cràter)

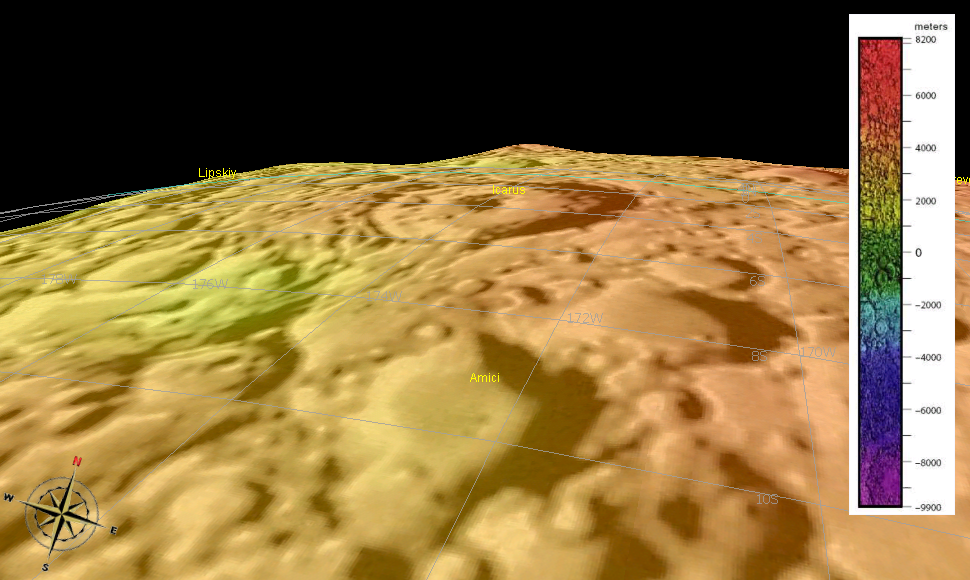
Computer-generated image del cràter Amici (centre-sota), acolorit per mostrar l'altitud (veure llegenda a la dreta).

Amici és un cràter lunar que es troba a la cara oculta de la Lluna. Es troba al sud del gran cràter Icarus, al nord del McKellar.
La vora d'Amici ha estat erosionada i distorsionada pels subseqüents impactes, de manera que ara té una forma poligonal. Té una vall a l'extrem sud que s'estén cap al cràter satèl·lit Amici M. El sòl interior no té formacions d'impacte notables, però està marcat per cicatrius de petits cràters.

## Cràters satèl·lits
Per convenció, aquestes característiques s'identifiquen en els mapes lunars localitzant la lletra en el punt mitjà de la vora del cràter que es troba més proper a Amici.
| Amici | Latitud | Longitud | Diàmetre |
| ----- | ------- | -------- | -------- |
| M     | 11.8° S | 171.9° W | 105 km   |
| N     | 11.8° S | 172.5° W | 39 km    |
| P     | 12.3° S | 174.1° W | 31 km    |
| Q     | 12.0° S | 175.7° W | 47 km    |
| R     | 11.4° S | 175.2° W | 34 km    |
| T     | 9.7° S  | 174.0° W | 43 km    |
| U     | 8.7° S  | 175.5° W | 96 km    |

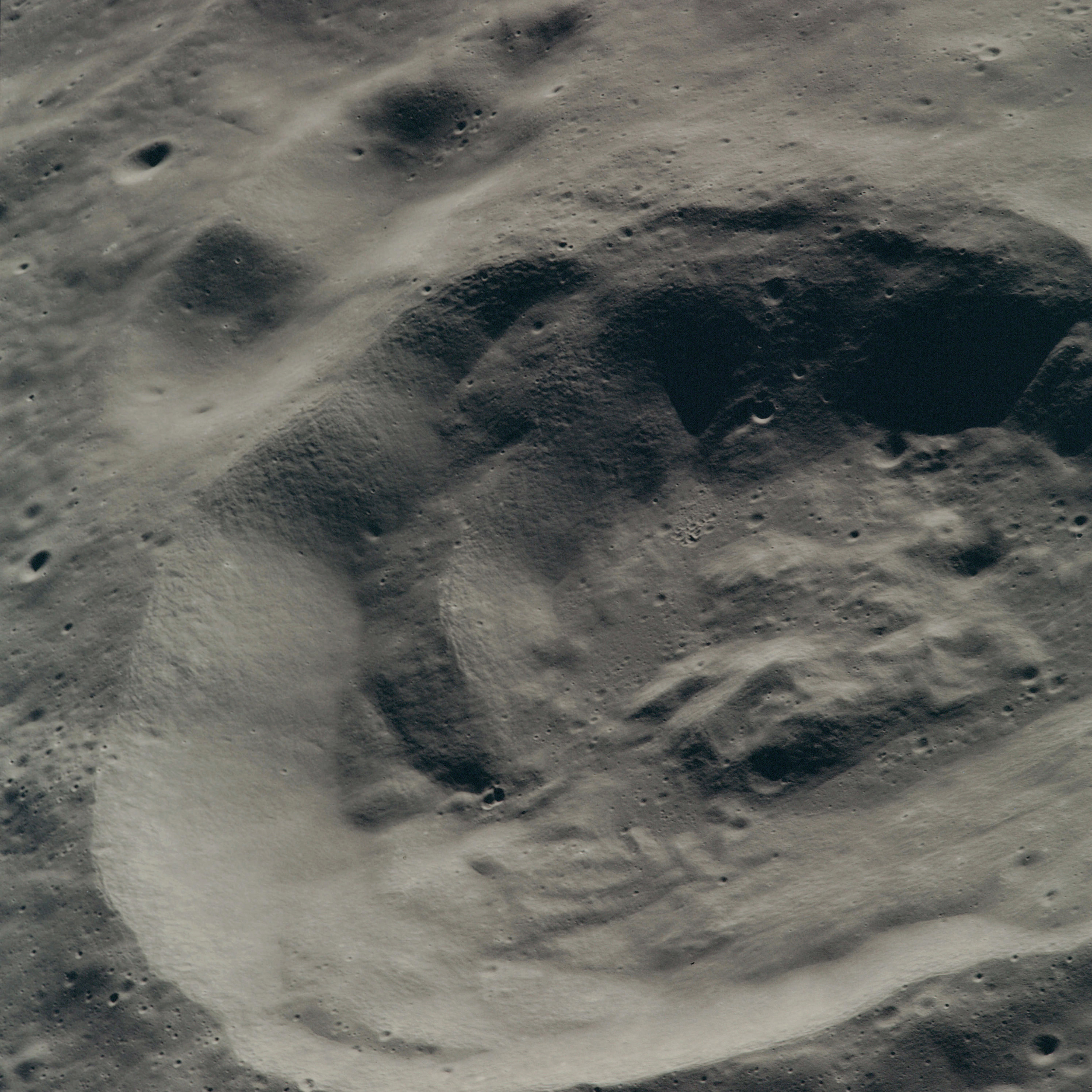
Closeup of Amici T from Apollo 8